# Caloplaca celata
Caloplaca celata är en lavart som beskrevs av Theodor 'Thore' Magnus Fries. Caloplaca celata ingår i släktet orangelavar, och familjen Teloschistaceae. Arten är reproducerande i Sverige.